# Krzysztof Kamiński (polityk)
Krzysztof Zbigniew Kamiński (ur. 17 marca 1957 w Lublinie) – polski polityk i prawnik, adwokat, poseł na Sejm I, II i III kadencji.

## Życiorys
W 1980 ukończył studia na Wydziale Prawa i Administracji Uniwersytetu Warszawskiego.
Od 1991 do 2001 pełnił funkcję posła na Sejm I, II i III kadencji. Po zakończenia pracy w parlamencie zajął się prowadzeniem w Lublinie indywidualnej kancelarii adwokackiej. W latach 1998–2002 oraz 2004–2006 sprawował mandat radnego sejmiku lubelskiego, w 2006 bez powodzenia ubiegał się o reelekcję.
Należał do Konfederacji Polski Niepodległej (do 1997), Ruchu Społecznego AWS i Stronnictwa Konserwatywno-Ludowego. W 2001 przystąpił do Platformy Obywatelskiej, był członkiem władz regionalnych tego ugrupowania. Z PO wystąpił w 2013. W lutym 2017 został wybrany na przewodniczącego zarządu regionu lubelskiego Komitetu Obrony Demokracji. W 2018 z listy Koalicji Obywatelskiej ponownie kandydował bezskutecznie do sejmiku, a w 2019 z jej ramienia ubiegał się o mandat senatora.